# Quizlet
Quizlet — це багатонаціональна американська компанія, яка надає інструменти для навчання. Quizlet було засновано у жовтні 2005 року Ендрю Сазерлендом, який на той час був 15-річним школярем, реліз відбувся у січні 2007 року. Основні продукти Quizlet включають цифрові флеш-картки, ігри на встановлення відповідності, практичне електронне оцінювання та вікторини. У 2017 році кожен другий старшокласник використовував Quizlet. Станом на грудень 2021 року у Quizlet є понад 500 мільйонів наборів карток, створених користувачами, і понад 60 мільйонів активних користувачів.

## Історія компанії
Quizlet було засновано у 2005 році Ендрю Сазерлендом як навчальний інструмент, щоб допомогти із запамʼятовуванням для уроку французької мови. Сазерленд стверджував, що цей інструмент «мав успіх». У блозі Quizlet, який на початку існування компанії писав переважно Ендрю, стверджується, що кількість зареєстрованих користувачів досягла 50 000 за 252 дні після релізу. У наступні два роки Quizlet досяг 1 000 000-го зареєстрованого користувача.
До 2011 року Quizlet ділився персоналом і фінансовими ресурсами з веб-сайтом Collectors Weekly.
У 2011 році Quizlet додав можливість прослуховувати контент за допомогою синтезу мовлення. У серпні 2012 року компанія випустила програму для iPhone та iPad, а невдовзі — для пристроїв Android.
У 2015 році Quizlet оголосив про залучення 12 мільйонів доларів від Union Square Ventures, Costanoa Venture Capital, Altos Ventures і Owl Ventures для розширення своїх інструментів цифрового навчання та розвитку на міжнародному рівні.
У травні 2016 року компанія Quizlet найняла Метта Ґлотцбаха на посаду генерального директора, а в серпні 2016 року запустила редизайн. Крім того, у 2016 році Quizlet запустив «Quizlet Live», онлайн-гру в режимі реального часу, у якій команди змагаються за те, щоб правильно відповісти на всі 12 запитань без неправильної відповіді.
У 2017 році Quizlet створив преміум-версію під назвою «Quizlet Go» (пізніше перейменовано на «Quizlet Plus») із додатковими функціями, доступними для платних підписників. У 2018 році Ґлоцбах оголосив, що у 2018 році Quizlet відкриє офіси в Денвері, штат Колорадо, оголосивши: «велике бачення Quizlet щодо надання найрозумніших у світі інструментів для навчання, і наша експансія в Денвер, місто з неймовірною технологічною винахідливістю, допоможе нам швидше створювати наступне покоління навчальних інструментів, які використовуються учнями всюди».
Під час пандемії COVID-19 Ґлоцбах оголосив, що безкоштовно відкриває преміум-сервіс Quizlet під назвою Quizlet Teacher для всіх користувачів, які мають обліковий запис, зареєстрований як викладач.
Quizlet зробив своє перше придбання в березні 2021 року, купивши Slader, який пропонував детальні пояснення практичних завдань та концепцій з підручників, і зрештою включив його до своєї платної платформи Quizlet Plus.
У листопаді 2022 року Quizlet оголосив про нового генерального директора, Лекса Баєра, колишнього генерального директора Starship Technologies. У березні 2023 року Quizlet почав інокорпорувати функції штучного інтелекту, випустивши «Q-Chat», віртуальний вчитель на основі API ChatGPT від OpenAI. У серпні 2023 року Quizlet запустив чотири додаткові функції на основі штучного інтелекту, щоб допомогти учням у навчанні.
У липні 2024 року Курт Бейдлер, колишній співгенеральний директор Zwift, приєднався до Quizlet як новий генеральний директор.